# 天主教巴拉圭軍中教長區
天主教巴拉圭軍中教長教區（拉丁語：Ordinariatus Militaris Paraquariae）是巴拉圭一個天主教的軍中教長區，直屬聖座，負責牧養信奉天主教的巴拉圭軍人及其家眷。
教長區2004年有四十七個堂區、廿二名司鐸、一名修士、一名修女。現任教長為阿達爾韋托·馬丁內斯·弗洛里斯。
1961年12月20日成立軍中代牧區，1986年7月21日被升為教長區。